# Elecciones municipales de Perú de 1995
Las elecciones municipales de Perú de 1995 se llevaron a cabo el 12 de noviembre de 1995 en todo el Perú, para elegir a los alcaldes provinciales y distritales para el período 1996-1998. Fueron convocadas por Alberto Fujimori Fujimori mediante Decreto Supremo N° 31-95-PCM (11 de mayo de 1995).
Los comicios municipales coincidieron en el mismo año con las elecciones generales de abril, en las que el fujimorismo logró la mayor victoria electoral de su historia hasta ese momento. Sin embargo, los partidos que habían dominado el sistema político en la década de 1980 enfrentaron una dura realidad: perdieron su inscripción legal debido a su incapacidad para cumplir con los nuevos requisitos electorales impuestos por el gobierno. Estos requisitos fueron parte de una estrategia del fujimorismo para debilitar a sus oponentes y consolidar su control sobre el sistema político. En este contexto, solo Acción Popular logró reinscribirse y participar en las elecciones municipales, aunque su presencia fue limitada. Unión por el Perú, la principal fuerza de oposición en ese momento, carecía de una estructura organizativa nacional sólida y decidió no participar en las elecciones municipales.
Debido a las trabas legales para participar, muchos candidatos que fueron miembros de los partidos desaparecidos se inscribieron en listas independientes. Estas listas poblaron prácticamente todas las candidaturas a nivel nacional. En muchas circunscripciones, solo se presentaron independientes sin la participación de partidos políticos tradicionales, lo que reflejó una transformación radical del panorama político peruano. Acción Popular, el único partido con carácter realmente nacional, solo pudo participar en algunas circunscripciones que eran, por lo general, de escaso peso electoral. La coalición oficialista Cambio 90-Nueva Mayoría, aunque predominante a nivel nacional, solo presentó candidatos en Lima y Callao.
Gran parte de la campaña se centró en Lima, ya que el amplio dominio de los independientes en el resto del país impidió una lectura nacional de las elecciones. En la capital peruana, una coalición de independientes y exmiembros de partidos de izquierda y derecha se unió en torno a la figura de Alberto Andrade, exmiembro del Partido Popular Cristiano, para enfrentar a Jaime Yoshiyama, el candidato del gobierno apoyado por Fujimori. A pesar de que Andrade no era un opositor declarado al gobierno (en realidad, intentó presentarse primero como candidato del oficialismo), el temor de Fujimori era que Andrade pudiera lanzar su candidatura a la presidencia en las próximas elecciones generales, especialmente porque el marco legal existente impedía al presidente postularse nuevamente sin un cambio constitucional.
El anterior alcalde de Lima, el independiente Ricardo Belmont, había enfrentado una situación similar: tras declarar su intención de postularse en las generales de 1995, se vio agobiado por los importantes recortes presupuestarios gubernamentales que destruyeron su capital político. El gobierno, una vez más, intervino en las elecciones municipales augurando un trato similar para Andrade si Yoshiyama perdía. La campaña en Lima fue particularmente intensa, con Fujimori dirigiendo movilizaciones a favor de su candidato y empleando otros mecanismos como la compra de votos, las inauguraciones de obras públicas y la entrega de regalos. Acción Popular decidió no participar en Lima para evitar la dispersión del voto que podría facilitar la victoria fujimorista. Por otro lado, el sistema electoral peruano estaba intervenido por el gobierno, lo que generó temores de un fraude.
La jornada electoral del 12 de noviembre se caracterizó por la derrota de los candidatos promovidos por el gobierno. Andrade ganó a Yoshiyama por un estrecho margen, convirtiéndose en el segundo y último independiente en la historia en conseguir la alcaldía de Lima. En el resto del país, los independientes obtuvieron el control de la inmensa mayoría de los concejos provinciales (177 de 193), alcanzando su pico más alto en la historia. Acción Popular tuvo un relativo éxito al obtener el control de 15 concejos provinciales, consiguiendo el control de las capitales departamentales de Chiclayo, Huancayo y Moyobamba, aunque fue el peor resultado en su historia hasta ese momento.
Las elecciones municipales tuvieron importantes consecuencias: el fracaso de Yoshiyama fue interpretado como el fracaso del intento de Fujimori de construir un sucesor político. El gobierno autoritario intentó entonces introducir cambios legales que permitieran a Fujimori mantenerse en el poder, incluyendo la posibilidad de una reelección indefinida. El éxito de las listas independientes evidenció la no necesidad de un soporte partidario para lograr la victoria en las municipales. Así, la decadencia de los grandes partidos políticos y su falta de reemplazo aseguraron el predominio de los independientes que, con retrocesos y avances, dominan la política local peruana hasta la actualidad.

## Partidos y líderes
A continuación se muestra una lista de los principales partidos y alianzas electorales que participaron en las elecciones:
| Candidatura | Candidatura | Partidos y alianzas                                                               | Líderes                    | Líderes                    | Ideología                                                         | Resultado previo | Resultado previo |
| Candidatura | Candidatura | Partidos y alianzas                                                               | Líderes                    | Líderes                    | Ideología                                                         | Votos (%)        | Prov.            |
| ----------- | ----------- | --------------------------------------------------------------------------------- | -------------------------- | -------------------------- | ----------------------------------------------------------------- | ---------------- | ---------------- |
|             | AP          | Lista - Acción Popular (AP)                                                       |                            | Fernando Belaúnde Terry    | Humanismo Nacionalismo cívico Reformismo                          | 12,33%           | 41               |
|             | C90 - NM    | Lista - Cambio 90 - Nueva Mayoría (C90–NM) – Cambio 90 (C90) – Nueva Mayoría (NM) |                            | Alberto Fujimori Fujimori  | Fujimorismo                                                       |                  | 4                |
|             | Somos Lima  | Lista - Movimiento Independiente Somos Lima (Somos Lima)                          |                            | Alberto Andrade Carmona    | Democracia cristiana Conservadurismo social Liberalismo económico | Nuevo            | Nuevo            |
|             | IND         | Lista - Independientes                                                            | Sin liderazgo centralizado | Sin liderazgo centralizado | Localismo                                                         | 62,94 %          | 65               |

## Elecciones municipales provinciales

### Sumario general

Resultados de las elecciones municipales provinciales de Perú de 1995.

| Partidos y coaliciones | Partidos y coaliciones                           | Voto popular | Voto popular | Voto popular | Alcaldías | Alcaldías |
| Partidos y coaliciones | Partidos y coaliciones                           | Votos        | %            | ±pp          | Total     | +/−       |
| ---------------------- | ------------------------------------------------ | ------------ | ------------ | ------------ | --------- | --------- |
|                        | Movimiento Independiente Somos Lima (Somos Lima) | 1,495,533    | 20.44        | Nuevo        | 1         | +1        |
|                        | Cambio 90 - Nueva Mayoría (C90-NM)               | 1,376,771    | 18.81        | Nuevo        | 0         | ±0        |
|                        | Acción Popular (AP)                              | 379,760      | 5.19         | –7.14        | 15        | –26       |
|                        | Independientes                                   | 4,066,251    | 55.56        | n/a          | 177       | +112      |
|                        |                                                  |              |              |              |           |           |
| Total                  | Total                                            | 7,318,315    |              |              | 193       | +1        |
|                        |                                                  |              |              |              |           |           |
| Votos válidos          | Votos válidos                                    | 7,318,315    | 82.15        | +7.31        |           |           |
| Votos en blanco        | Votos en blanco                                  | 740,401      | 8.31         | +2.86        |           |           |
| Votos nulos            | Votos nulos                                      | 849,667      | 9.54         | –10.17       |           |           |
| Votos emitidos         | Votos emitidos                                   | 8,908,383    | 74.88        | +9.45        |           |           |
| Abstenciones           | Abstenciones                                     | 2,989,147    | 25.12        | –9.45        |           |           |
| Votantes registrados   | Votantes registrados                             | 11,897,530   |              |              |           |           |
|                        |                                                  |              |              |              |           |           |
| Fuente:                |                                                  |              |              |              |           |           |